# Svenska mästerskapet i handboll för herrar 1946/1947
Svenska mästerskapet i handboll för herrar 1946/1947 var den 16:e upplagan av svenska mästerskapet i handboll på herrsidan inomhus. Tidigare hade bara DM-vinnarna från respektive distrikt deltagit i SM, men från och med den här säsongen deltog alla lag från Allsvenskan, alla DM-vinnare samt inbjudna lag från division II. Finalen vanns av Redbergslids IK, som därmed blev svenska mästare i handboll inomhus för tredje gången.

## Omgång 1
- Bodens BK – Umeå IK 9-19
- Upsala Studenters IF – IK Göta 14-10
- Ludvika FFI – SoIK Hellas 8-23
- Motala AIF – KA 3 Fårösund 13-12
- Sandvikens IF – GIF Sundsvall 21-5[a]
- Majornas IK – F 11 Nyköping 21-10
- GF Kroppskultur – IK Heim 9-15
- IFK Malmö – IFK Karlskrona 10-11
- Sollefteå GIF – IFK Östersund 18-14
- Rynninge IK – Redbergslids IK 4-18
- Skövde AIK – Karlstads BIK 16-7
- IFK Lidingö – Västerås IK resultat saknas
- Västerås HF – IF Guif 14-8
- Lugi HF – IFK Eksjö resultat saknas
- IFK Trelleborg – Ystads IF 3-10
- HK Drott – IFK Kristianstad 13-18

## Omgång 2
- Umeå IK – Upsala Studenters IF 9-8
- SoIK Hellas – Motala AIF 19-8
- Sandvikens IF – Majornas IK 15-10
- IK Heim – IFK Karlskrona 9-8
- Sollefteå GIF – Redbergslids IK 5-18
- Skövde AIK – IFK Lidingö 10-8
- Västerås HF – Lugi HF 13-11
- Ystads IF – IFK Kristianstad 17-13

## Kvartsfinaler
- Umeå IK – SoIK Hellas 7-10
- Sandvikens IF – IK Heim 7-8
- Redbergslids IK – Skövde AIK 10-8
- Västerås HF – Ystads IF 8-10

## Semifinaler
- SoIK Hellas – IK Heim 9-15
- Redbergslids IK – Ystads IF 12-9

## Match om tredje pris
- SoIK Hellas – Ystads IF 8-6

## Final
- IK Heim – Redbergslids IK 7-8

## Fotnoter
- a Enligt Boken om handboll förlorade IFK Östersund mot både Sollefteå GIF och Sandvikens IF, men detta är fel. Sandvikens IF vann över GIF Sundsvall.[2]